# Икскуль фон Гильденбандт, Александр Александрович (1840)
Барон Александр Александрович Икскуль фон-Гильденбандт (нем. Alexander Karl Abraham Freiherr von Uexküll-Güldenband (Gyllenband); 20 февраля [3 марта] 1840, Санкт-Петербург — 10 [23] июля 1912, Санкт-Петербург) — харьковский и псковский губернатор, член Государственного совета. действительный тайный советник.

## Биография
Происходил из баронского рода Икскуль фон Гильденбанд. Родился 20 февраля (3 марта) 1840 года в семье полковника лейб-гвардии Преображенского полка (впоследствии — генерал-лейтенанта) Александра Александровича Икскуля фон Гильденбанда. Его младший брат — Ю. А. Икскуль фон Гильденбандт.
В 1860 году окончил с золотой медалью училище правоведения. После двухлетней стажировки в немецких университетах служил в министерстве юстиции. Затем перешёл департамент герольдии Сената, в 1867 году был назначен обер-секретарём первого департамента. В 1868 году стал членом Петербургского окружного суда, но в том же году поступил в Сенат и был пожалован в звание камергера.
С 1866 по 1872 год — гофмейстер великой княгини Елены Павловны.
В 1872 году поступил на службу по ведомству министерства внутренних дел: Лифляндский вице-губернатор (1872—1874), затем — губернатор (1874—1882). После этого в чине тайного советника был губернатором в Харьковской (1884—1886) и Псковской губерниях (1886—1888). С 1888 года — сенатор. В 1891—1896 годах был президентом Евангелическо-лютеранской генеральной консистории.
В 1896—1899 годах — товарищ министра внутренних дел И. Л. Горемыкина. С 1900 года — член Государственного совета (после 1906 года входил в группу правых); с 1899 года — действительный тайный советник. 
Умер в Санкт-Петербурге 10 (23) июля 1912 года.

## Награды
российские
- орден Св. Станислава 1-й ст. (1878)
- орден Св. Анны 1-й ст. (1881)
- орден Св. Владимира 2-й ст.
- орден Белого орла
- Орден Св. Александра Невского (1896; алмазные знаки к ордену — 1904)

иностранные
- прусский орден Короны 2-й ст. (1871)
- шведский орден Полярной звезды, командор первого класса (1875)

## Семья
Жена (с 09.04.1863) — Лина фон Адельсон (31.03.1843—15.06.1911), дочь доктора медицины и действительного статского советника Осипа фон Адельсона от брака с Иоанной Бенджамин.
Их сын Александр (Alexander Johan), родившийся в Санкт-Петербурге 22 марта 1864 года, стал действительным статским советником; 2 июля 1894 года в Лондоне женился на певице Иде Аалберг; 30 ноября 1919 года в Хельсинки женился второй раз, на Инге Хелене Нордберг (22.01.1895?—?); умер 15 декабря 1923 года в Хельсинки.